# Mühlberg (Treuchtlingen)
Der Mühlberg ist ein circa 500 Meter über NHN hoher, bewaldeter Berg des Mittelgebirges Hahnenkamm, einem Höhenzug der Fränkischen Alb, nahe der Stadt Treuchtlingen im mittelfränkischen Landkreis Weißenburg-Gunzenhausen. Der Berg lag bis zur Gemeindegebietsreform in Bayern im gemeindefreien Gebiet Patrich und Mühlberg.

## Geographie

### Lage
Der Mühlberg liegt südwestlich der Altstadt von Treuchtlingen. Im Süden und Osten führt die Staatsstraße 2217 vorbei. Südlich des Bergs zieht sich der mäandernde Möhrenbach entlang, an dem Fuchsmühle, Mattenmühle, Schürmühle und Dickmühle liegen. Entlang der Ostflanke befinden sich die Sägmühle und die Schmarrmühle. Die zahlreichen Mühlen gaben dem Berg seinen Namen. Nahe dem Berg befinden sich mehrere Steinbrüche des Treuchtlinger Marmors. Westlich des Bergs liegen der Lenzbühel, der Lämmerberg sowie der Ort Möhren. Der Berg liegt in einem Landschaftsschutzgebiet.

### Naturräumliche Zuordnung
Der Mühlberg gehört in der naturräumlichen Haupteinheitengruppe Fränkische Alb (Nr. 08) in die Haupteinheit Südliche Frankenalb (082) und in die Untereinheit Altmühlalb (082.2), dort zum Naturraum der Oberen Altmühlalb (082.22).

## Kartenwerke
- Karte des Mühlbergs auf BayernAtlas der Bayerischen Staatsregierung (Hinweise)